# Персидский поход Александра Севера
Перси́дский похо́д Алекса́ндра Севе́ра — поход, предпринятый римским императором Александром Севером в начале 230-х годов в Месопотамию. Целью похода было отражение агрессии Ардашира Папакана, захватившего в 226 году власть на территории бывшего Парфянского царства.
Владения Римской империи в Месопотамии значительно расширились после походов Септимия Севера и его сына Каракаллы в конце II — начале III вв. Даже неудачное завершение кампании Каракаллы — последней в почти 300-летней истории римско-парфянских войн — казалось, не могло изменить соотношения сил, заметно сместившегося в пользу Римской империи. Приход к власти в Парфии новой династии, полной сил и желания восстановить величие древней Персии, остался незамеченным в Риме, погружающемся в политический, финансовый и военный кризис. Ни молодой Александр Север, ни его мать Юлия Мамея, фактически управлявшая государством, не обладали военными талантами, достаточными, чтобы противостоять Ардаширу. Тем не менее, доставшаяся от Септимия Севера армия и осуществлённая этим деятельным императором масштабная программа укрепления Римской Месопотамии не позволили в этот раз персам достичь значительного успеха.
Эта кампания, как и большинство других войн 400-летнего противостояния Рима и государства Сасанидов, закончилась сохранением status quo. Преемники Александра Севера не смогли добиться успеха в войнах с талантливым преемником Ардашира, Шапуром I (241—272). Только при императоре Галерии, заключившем в 298 году Нисибисский договор, Римская империя смогла достигнуть длительного мира на своей восточной границе.

## Предыстория

### Отношения Рима и Парфии к концу 210-х годов
В гражданской войне, начавшейся в Римской империи после смерти императора Коммода, противником Септимия Севера на Востоке был Песценний Нигер. Потеряв в решающем сражении 20 000 солдат, последний бежал в Антиохию и был убит в конце апреля 194 года на границе, пытаясь скрыться в Парфии. Примерно в мае этого же года Север прибыл в Сирию и некоторое время занимался организацией государственного управления малоазийских провинций, положение которых было достаточно тревожным, поскольку значительное количество войск Нигера нашли убежище за Евфратом, а некоторые провинции северной Месопотамии ранее выказывали симпатии узурпатору. Помимо этого, были и другие соображения в пользу продолжения восточной войны. Нисибис, важный город, находящийся далеко по другую сторону Евфрата, но в котором, вероятно, находился римский гарнизон, подвергся совместному нападению армий Осроены, Адиабены и арабов. После того, как император выразил возмущение произошедшим, к нему было направлено посольство, попытавшееся доказать, что это нападение было направлено против засевших в городе сторонников Нигера. Но такое объяснение было отвергнуто. Ослабленная гражданской войной дисциплина в армии вынуждала императора дать легионам, противостоявшим друг другу в трёх битвах, возможность воевать с общим противником. Со стратегической точки зрения было важно, чтобы восточная граница империи получила надёжную естественную преграду, какой была река Евфрат.

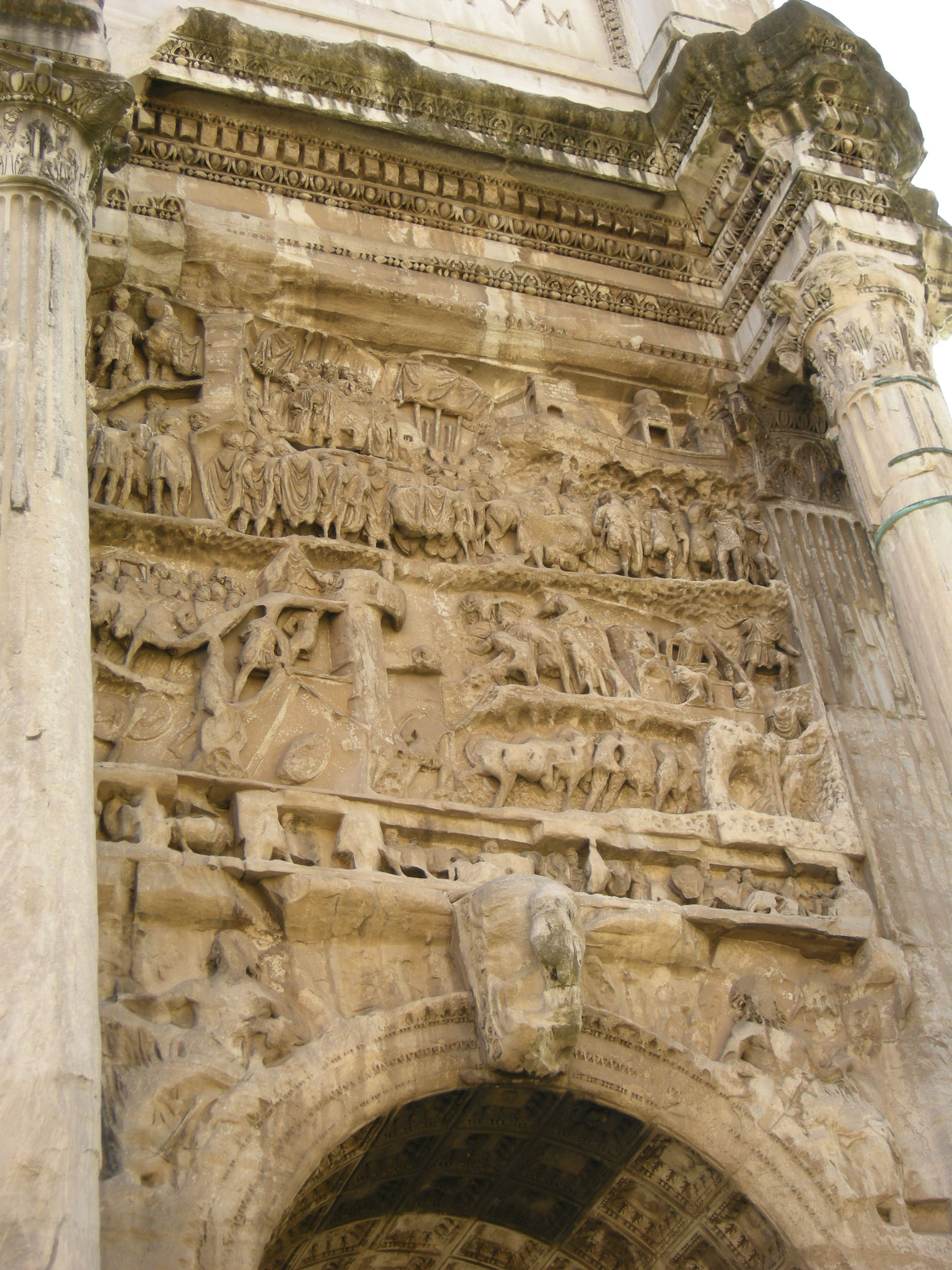
Осада Хатры, рельеф на триумфальной арке Септимия Севера

Весной 195 года Септимий Север начал вторжение в Месопотамию, не считаясь с тем, что «это станет только источником постоянных войн и больших расходов и не принесёт государству никакой пользы». Перейдя границу у Зевгмы, Север сразу аннексировал большую часть царства Осроены, сформировав новую провинцию, простирающуюся до реки Тигр. Ещё в начале кампании, до того как произошли первые серьёзные столкновения, император принял титулы Arabicus и Adiabenicus, отражая этим подчинение указанных народов Месопотамии. Однако полная форма этих титулов, традиционно начинавшаяся на Parthicus, не использовалась, чтобы избежать конфликта с парфянским царём, война которому ещё не была объявлена. После тяжёлого перехода через пустыню армия достигла Нисибиса, откуда была начата и успешно завершена лат. felicissima expeditio Mesopotamena («счастливейшая месопотамская экспедиция»), о ходе которой информации не сохранилось. Вероятно, достигнутые успехи были признаны достаточными, и в 196 году император вернулся в Рим, чтобы продолжить борьбу с Клодием Альбином.
В следующем, 197 году, с мятежами в империи было покончено, и Септимий Север вновь решил начать поход против Парфии. За это время парфяне перешли в наступление, а их царь Вологез V осадил Нисибис. Защищаемая Юлием Летом (лат. Julius Laetus) крепость выстояла до прибытия императора. Сопровождаемый братом парфянского царя, Север во главе римской армии, не встречая сопротивления, занял Вавилон, Селевкию и Ктесифон. В сотую годовщину восшествия на престол императора Траяна, 28 января 198 года, Септимий Север провозгласил завоевание Парфии. Не ясно, предполагалось ли аннексировать все территории до Персидского залива. На обратном пути другой доро́гой император безуспешно попытался (возможно, дважды) захватить важный караванный центр Хатру. Остаток 198 года был посвящён обустройству восточных провинций, после чего император отправился в Египет и более уже к парфянским делам не возвращался.
С восшествием на престол старшего сына Септимия, Каракаллы, вновь начали строиться планы завоевания Парфии. Правители Осроены и Армении были арестованы, а их царства аннексированы. В это время сын и преемник Вологеза V, Вологез VI, находился в конфликте со своим братом, независимо правившим в Мидии. Каракалла использовал разногласия между братьями, одновременно с этим пытаясь найти повод для войны. Когда война в 216 году всё же началась, армия Каракаллы совершила марш по Месопотамии, захватив город Арбелу и богатую добычу. Весной 217 года, до начала новой кампании, Каракалла был убит в результате заговора Макрина. Узнав о смерти Каракаллы, Артабан собрал большую армию и потребовал, чтобы Макрин освободил провинцию Месопотамия. Переговоры ни к чему не привели, и две армии встретились осенью 217 года у стен Нисибиса. В этой битве римляне потерпели поражение, и Макрину пришлось покупать мир ценой выплаты 200 миллионов сестерциев — суммы, сопоставимой с восьмой частью годового бюджета империи. Тем не менее, растущее давление со стороны Сасанидов не дало последним Аршакидам развить этот успех.

### Приход к власти Сасанидов

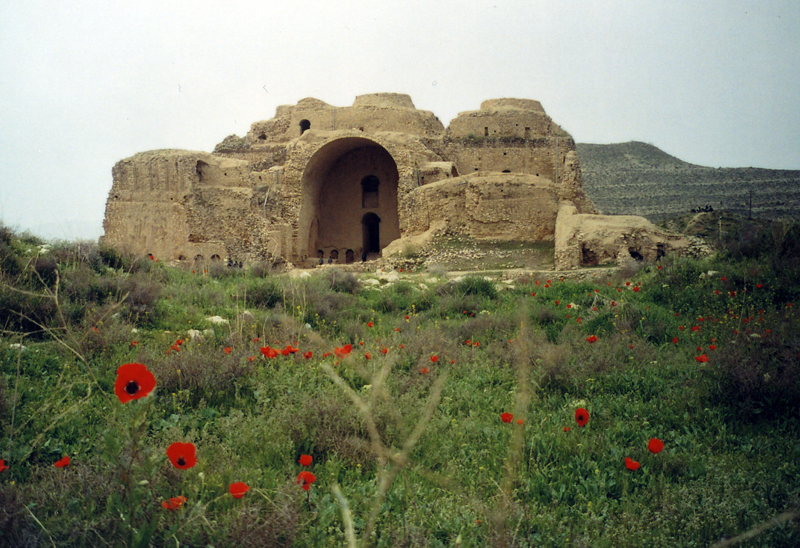
Руины дворца, построенного Ардаширом после победы над Артабаном V

Персидских письменных источников, современных падению династии Аршакидов, не сохранилось. На основании анализа немногочисленных более поздних персидских и арабских источников, а также эпиграфических, нумизматических, археологических и прочих свидетельств исследователями было предложено несколько вариантов хронологии событий, о которых также известно не много. Достоверно известно, что во время ослабления парфянского государства вследствие походов Септимия Севера правитель Парса Папак настолько усилил свою власть, что около 205 года смог провозгласить себя независимым правителем. Вероятно, этот мятеж был подавлен Вологезом VI, и расширение власти Сасанидов за пределы центрального Парса произошло уже после того, как Папаку наследовал его младший сын Ардашир. Поражение Парфии могло быть результатом как образования коалиции Ардашира с правителями Адиабены, Киркука и других мелких государств, о которой сообщает сирийская Хроника Арбелы, так и внутрипарфянской междоусобной борьбы, когда против Вологеза VI выступил его брат Артабан V. Первый год правления Ардашира, отсчитываемый от гибели в битве при Хормузе последнего парфянского царя, приходится либо на 226, либо на 223 год.
После разгрома последнего аршакидского царя Парфии и усмирения большей части сатрапов самым серьёзным противником Ардашира осталась Армения, царём которой был Хосров, младший брат погибшего Артабана. В 228 году он смог нанести Ардаширу ряд чувствительных поражений, продвинувшись при этом вглубь персидской территории до Ктесифона. Более того, возможно, он даже искал союзничества с Римом. Однако в конце концов Армения пала и временно была включена в состав владений Персии. Примерно до 230 года некоторые северные районы удерживал сын Артабана, Артавазд.
Успех Ардашира объясняется не только тем, что это был человек выдающихся личных достоинств, как его рисует позднейшая историческая традиция. Мовсес Хоренаци в своей «Истории Армении» объясняет приход новой династии тем, что «две пехлевских (парфянских) отрасли, называющиеся в Пахле Суреном и Аспахпатом, завидуя царствующей [в Парфии] отрасли, [происходящей] от их собственного рода, то есть Арташеса, добровольно изъявляют согласие, чтобы царствовал Арташир, сын Сасана». Важным было желание влиятельных сил страны создать и сохранить сильное государство и наладить хозяйственную жизнь страны, пребывавшую в разрухе. Немалое значение имело и то обстоятельство, что, став царями Парса, Сасаниды тесно связали себя и с зороастрийским центром страны.

### Римская империя от Каракаллы до Александра Севера
Положение Макрина, только что заключившего мирный договор с Парфией, не было прочным. Его всего лишь всаднический ранг, мавританское происхождение и непопулярные назначения не принесли ему поддержку сената, а чтобы добиться поддержки армии, какой пользовался Каракалла, ему не хватало денег. Смерть в Антиохии вдовы Септимия Севера, Юлии Домны, усилила симпатии к прежней династии. Её сестра Юлия Меса, жившая в то время в Эмесе, инициировала восстание в пользу своего старшего внука Гелиогабала, сына своей дочери Юлии Соэмии, объявленного незаконным сыном Каракаллы. 16 мая 218 года Гелиогабал был представлен в этом качестве армии в Эмесе, а 8 июня Макрин был разбит и бежал.

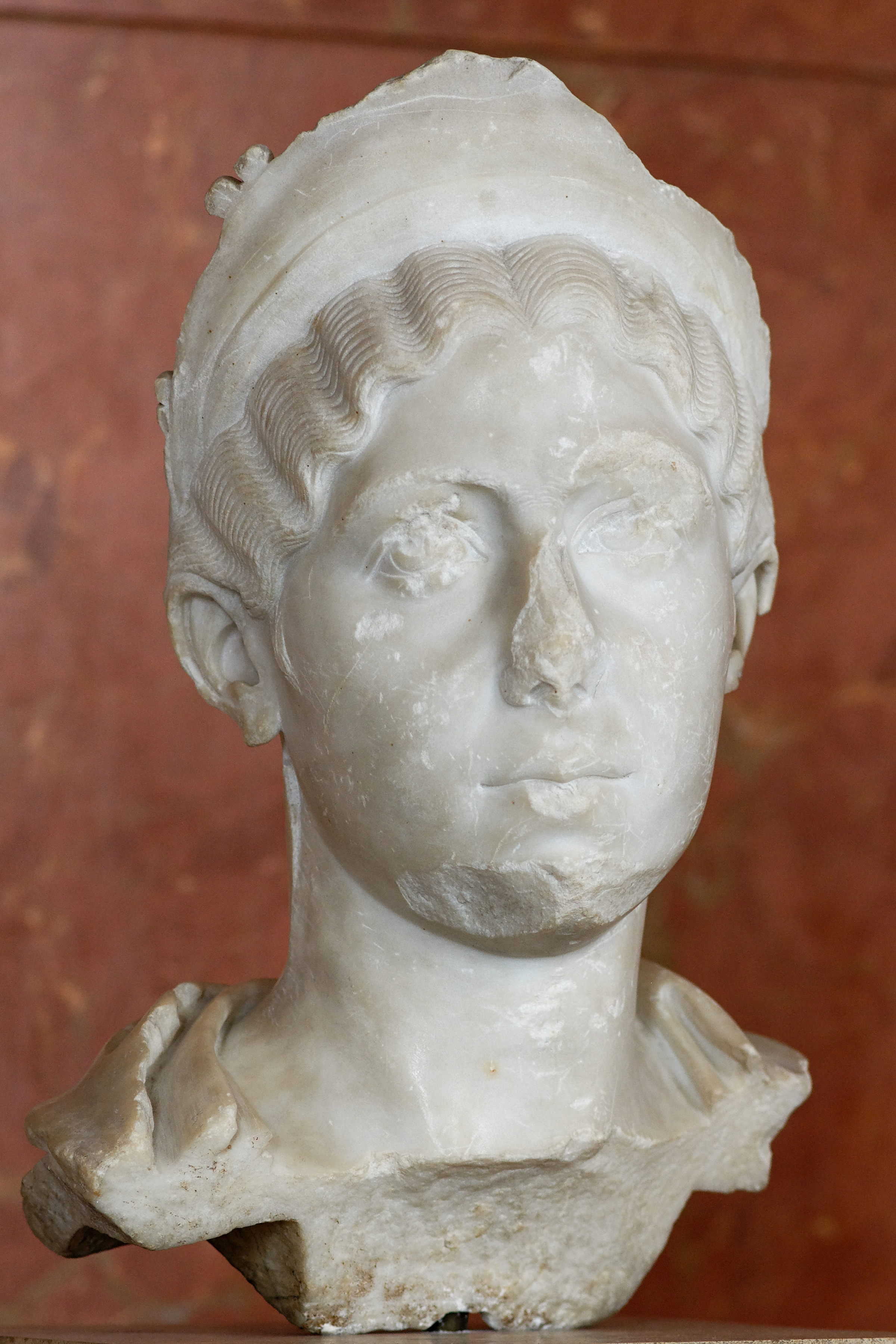
Бюст Юлии Мамеи. Мрамор, ок. 230 года

Несмотря на то, что образ жизни и поведение нового императора имели очень мало общего со сложившимися традициями, царствование Гелиогабала продлилось почти четыре года. Обстановка, опасная для сохранения династии, заставила Юлию Месу принять меры по передаче власти другому своему внуку, Алексиану Бассиану, сыну другой своей дочери, Юлии Мамеи. 26 июня 221 года Гелиогабал усыновил своего двоюродного брата, принявшего имя Александр, а с 1 января 222 года началось их совместное консульство. Понимая опасность для своей власти, император и его мать пытались интриговать против Александра, но безуспешно. 13 марта 222 года они приказали армии арестовать Александра, но сами были убиты восставшими войсками.
Римские источники рассказывают о чрезвычайно благожелательном отношении народа, армии и сената к тому, что фактически власть в империи находилась в руках шестнадцати самых почтенных сенаторов или, что более вероятно, матери и бабки императора. Отличавшийся спокойным и мягким нравом император охотно занимался законотворческой деятельностью. Среди имевших на него влияние государственных деятелей можно назвать выдающегося юриста Ульпиана, историков Диона Кассия и Мария Максима. Тем не менее, влияние Мамеи на императора было определяющим. Отличавшаяся, по свидетельству Геродиана, крайним сребролюбием, она, несмотря на негодование Александра, «отнимала состояния и наследства некоторых людей на основании наветов». Она появляется на многочисленных монетах и надписях с разнообразными ранее не встречавшимися титулами, такими как, например, matri domini n. sanctissimi imp. Severi Alexandri Pii Felicis Aug. et castrorum et senatus et patriae et universi generis humani («мать господина нашего святейшего императора Севера Александра Пия Феликса Августа и военных лагерей, и сената, и отечества, и всего человеческого рода»). В результате, при внешнем благополучии, режим был внутренне слаб, императору и его советникам не удалось установить дисциплину и уважение к власти в армии. На период правления Александра Севера приходятся многочисленные мятежи в провинциальных армиях, особенно на востоке. В Риме, где в 223 году был убит Ульпиан, а преторианцы в 229 году угрожали убить требовавшего дисциплины Диона Кассия, положение было не лучше.

## Силы сторон

### Римская армия при Северах

#### Состав армии

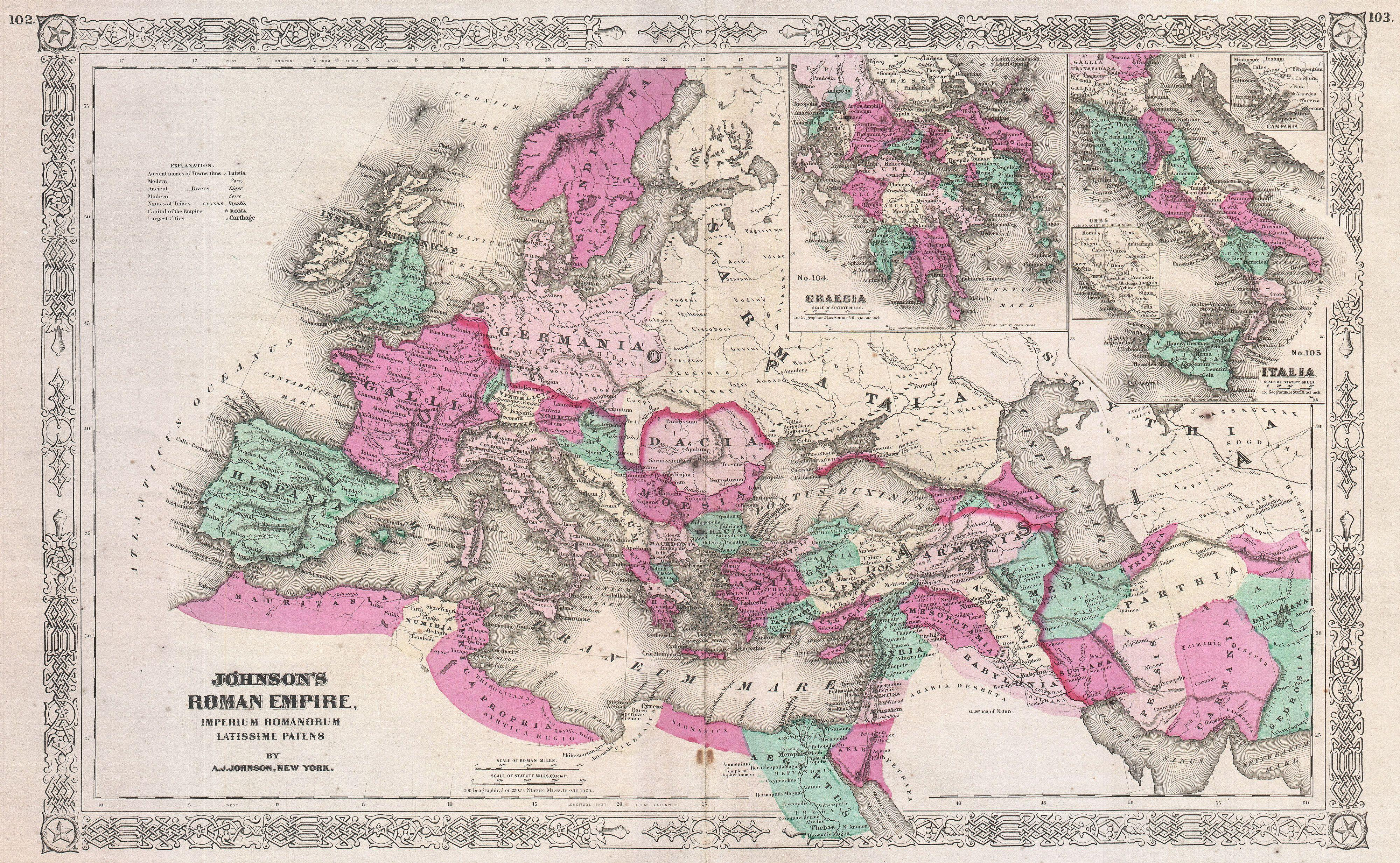
Карта Римской империи, на которой показана провинция Месопотамия

Основные характеристики римской армии к III веку остались неизменными со времён реформ Мария и Октавиана Августа. В середине II века списочная численность регулярной армии, включавшей 28 легионов, преторианские и городские когорты, а также equites singulares Augusti, составляла 160 000 человек, в том числе 5000 кавалерии. К этому количеству необходимо добавить 156 500 вспомогательной пехоты, 53 000 всадников в алах и 27 500 в когортах. Таким образом, общая численность армии достигала 311 500 человек пехоты и 85 500 кавалерии. Однако данные о реальной численности соединений известны не полностью, поэтому точный размер армии не известен. Два новых легиона (II и III Italica) были сформированы Марком Аврелием, и ещё 3 (I, II и III Parthica) — Септимием Севером; при этом сохранялась прежняя пропорция регулярных войск и ауксилиев. После победы Септимия Севера в гражданской войне прежний состав преторианской гвардии, скомпрометировавший себя торговлей императорскими титулами, был расформирован, а новый был набран из верных новому императору Дунайских легионов. В результате Рим, по словам Диона Кассия, был наводнён варварами, а гарнизон стал больше в четыре раза. Увеличился также и размер городских формирований — городские когорты состояли теперь из 6000 солдат, а вигилии из 7000. Хотя на руководящих армейских постах продолжали служить выходцы из Италии, провинциалы уже давно преобладали. В правление первого Севера офицерские должности стали более доступны для низших социальных слоёв.
Важное значение для формирования римской армии имел принятый в 212 году императором Каракаллой эдикт, предоставлявший римское гражданство всему свободному населению империи. Независимо от того, руководствовался император желанием облагодетельствовать своих поданных или жадностью, как считал Дион Кассий, закон вызвал разнообразные изменения в римском обществе, устранив, в частности, различие между основными и вспомогательными легионами.

#### Военное управление в Месопотамии
Провинция Месопотамия, организованная Септимием Севером в 198 году, располагалась к востоку от новой провинции Осроена и остатков Эдесского царства и простиралась дальше за реку Хабур вплоть до верхнего течения реки Тигр. Два из трёх новых легионов базировались в этой провинции: I Parthica в Сингаре и III Parthica, возможно, в Нисибисе. Она управлялась префектом в ранге всадника. По сравнению с недолговечной провинцией, существовавшей при Траяне, провинция, основанная Септимием Севером, позволила решать долгосрочные стратегические задачи и стала надёжной защитой для Сирии. Завершение формирования системы восточных провинций произошло с упразднением Каракаллой формально независимого царства в Эдессе и присоединением его к провинции Осроена в 212 году.
Папирусные архивы, обнаруженные в 1931—1932 годах при раскопках в Дура-Европосе, указывают на то, что существовали многочисленные римские укрепления и поселения к северу и югу от этого города, а также вдоль реки Хабур. В само́м городе в разное время размещались легионы III Cyrenaica, X Fretensis, XVI Flavia Firma и IV Scythica. Наибольшее количество информации сохранилось о когорте XX Palmyrenorum. Из этих документов видно, что Дура-Европос был важным центром гражданской администрации всего региона ещё в парфянский период, и что с приходом римлян солдаты гарнизона, находившиеся в городе и рассредоточенные в окрестных поселениях, существенно способствовали романизации северной Месопотамии. Интенсивная милитаризация области в правление Северов и построение плотной цепи укреплений были призваны противостоять широкомасштабному вторжению, однако сил для этого было недостаточно.
Известно также о других гарнизонах в нижнем течении Хабура — в папирусах упоминаются когорты III Augusta Thracum (под 227 годом) и XII Palestinorum (в начале 230-х годов). Также есть эпиграфические свидетельства о пребывании в Суре, где находился мост через Евфрат, вексилляций легиона XVI Flavia Firma.

### Персидская армия при первых Сасанидах

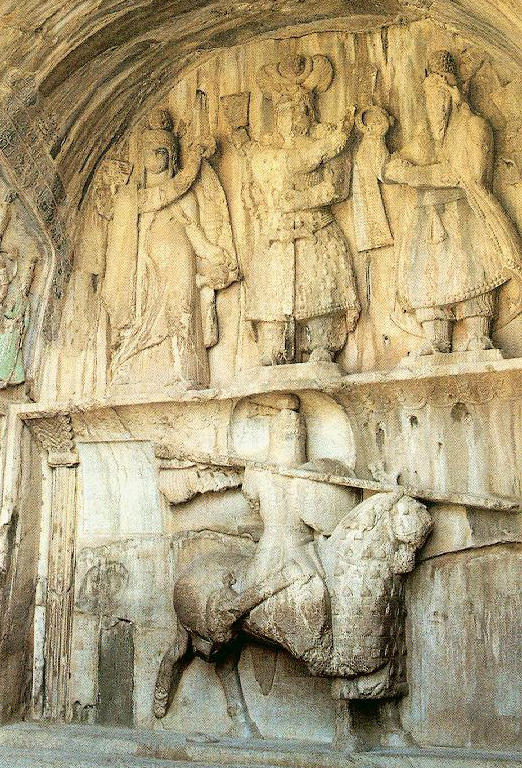
Барельеф в Таки-Бостане, изображающий тяжеловооружённого всадника времён эпохи Сасанидов

Иранское общество при Сасанидах было разделено — возможно, Ардаширом I — на четыре сословия, во второе из которых (артештаран) входили конные и пешие воины. Ардашир, начавший свою карьеру как полководец, хорошо знал древнее и современное ему военное дело. Используя в качестве образца ахеменидскую военную организацию, парфянскую кавалерию и позаимствованные у римлян осадные технологии, он заложил основы армии, служившей его преемникам четыре столетия. Основой армии (spāh) была тяжёлая кавалерия, первые описания которой, включённые в «Деяния» Аммиана Марцеллина и в роман «Эфиопика», относятся к середине IV века.
| Гелиодор, «Эфиопика», книга IX, пер. А. И. Доватура |
| --- |
| Вооружение их такого рода: люди отборные и выделяющиеся телесной силой надевают сплошной, вылитый из одного куска шлем, воспроизводящий, подобно маске, человеческое лицо. Прикрытые им от темени до шеи, за исключением глаз, чтобы видеть, они вооружают правую руку копьём, превосходящим обыкновенное копьё, в то время как левая занята уздой. Подвязав сбоку кинжал, они защищают панцирем не только грудь, но и всё тело. Сделан панцирь следующим образом: отливают из меди и железа четырёхугольные пластинки размером со всех сторон в пядень и, наложив их одну на другую краями так, чтобы всякий раз верхняя заходила на нижнюю, скрепляют их связью в местах соединений, и таким образом получается чешуйчатая рубашка, которая не сдавливает тела, но со всех сторон охватывает его и, облегая члены, стягивается и растягивается, не стесняя свободы движений. Панцирь имеет рукава и ниспадает от шеи до колен, оставляя непокрытыми только бёдра, — ведь приходится сидеть верхом. Таков этот панцирь, лучший отразитель ударов, защищающий от всяких ранений. Что касается поножей, то они от ступни доходят до колен, соприкасаясь с панцирем. Подобными же латами персы снабжают и коня, ноги одевают поножами, голову совсем стискивают налобниками, покрывают коня попоной, обшитой железом и спускающейся по бокам от спины до живота, так что она и защищает коня, и вместе с тем не мешает ему и не затрудняет бега. На снаряжённого таким образом коня, как бы втиснутого в своё убранство, и садится всадник, однако вспрыгивает он не сам, но из-за тяжести его подсаживают другие. Когда наступает время битвы, то, ослабив поводья и горяча коня боевым криком, он мчится на противника, подобный какому-то железному человеку или движущейся кованой статуе. Острие копья сильно выдаётся вперёд, само копьё ремнём прикреплено к шее коня; нижний его конец при помощи петли держится на крупе коня, в схватках копьё не поддаётся, но, помогая руке всадника, всего лишь направляющей удар, само напрягается и твёрдо упирается, нанося сильное ранение и в своём стремительном натиске колет кого ни попало, одним ударом часто пронзая двоих. |

Известно, что сасанидская армия использовала индийских слонов в качестве средства передвижения для стрелков и копьеметателей, а также осадного и психологического оружия. «История Августов» подробно останавливается на количестве слонов противника, убитых и захваченных в плен (об этом подробнее ниже). Исследователями это известие подвергается сомнению и связывается с желанием авторов хроники подчеркнуть сходство Александра Севера с его знаменитым тёзкой, победившим персов с их слонами при Гавгаммелах.

## Начало конфликта

### Исторические амбиции Сасанидов
Современник рассматриваемых событий Геродиан в своей «Истории» сообщает, что
Артаксеркс, царь персов, сокрушив парфян и лишив их власти над Востоком, убил Артабана, прежде называвшегося великим царем и владевшего двумя царскими венцами, покорил все соседние варварские народы и сделал их своими данниками; … весь противолежащий Европе материк, отделяемый Эгейским морем и проливом Пропонтиды, — всю так называемую Азию, считая владением предков, желает вновь присоединить к Персидской державе, утверждая, что со времени Кира, который первым перенес власть от мидян к персам, вплоть до Дария, последнего персидского царя, власть которого упразднил Александр Македонский, — все, до Ионии и Карии, управлялось персидскими сатрапами; поэтому ему подобает восстановить для персов целиком всю державу, которой они ранее владели.

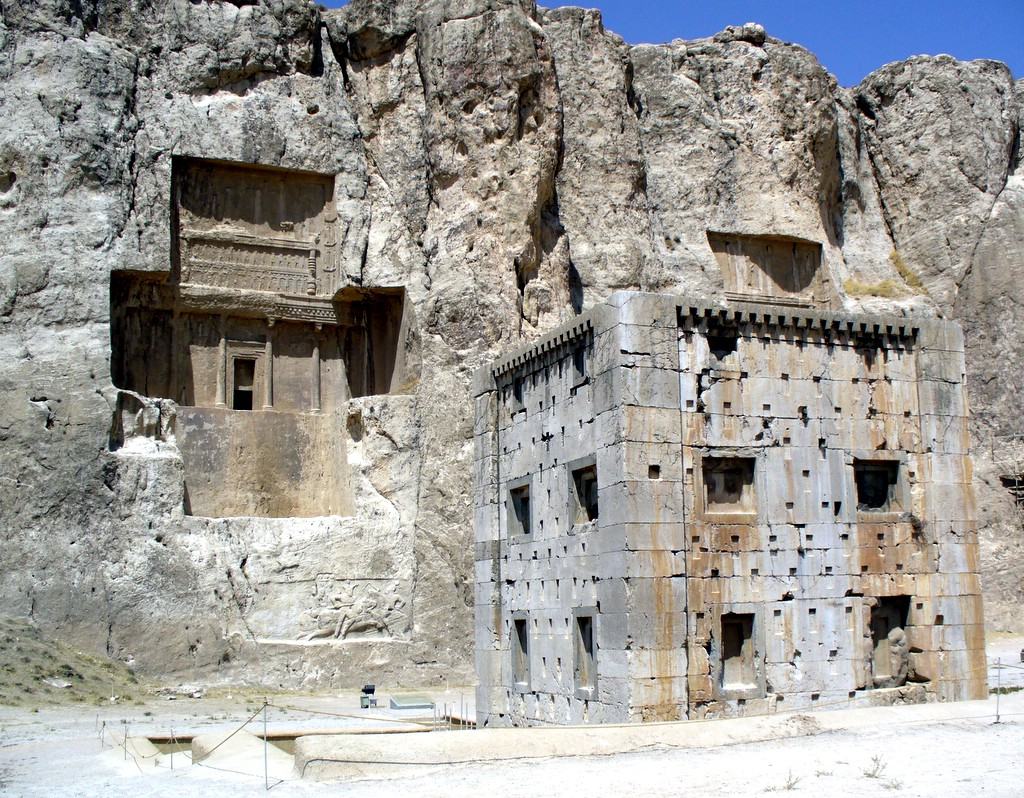
«Кааба Зороастра» в Накше-Рустаме. В высеченной на этом сооружении надписи сын Ардашира, Шапур I, впервые назван «царём Ирана и не-Ирана»

Эту точку зрения, связывающую завоевательную активность Персии на западном направлении со стремлением восстановить величие Ахеменидской монархии, разделяют греческие историки, начиная с Аммиана Марцеллина, и мусульманские, вслед за Ат-Табари. До конца XIX века эта теория являлась господствующей, пока её впервые не подверг критике немецкий ориенталист Теодор Нёльдеке, утверждавший, что к III веку в Иране уже не осталось собственных воспоминаний об эпохе Александра Македонского, и дошедшие через мусульманские источники предания являются отражением известного в позднесасанидский период романа «История Александра Великого». Этот взгляд разделял также крупнейший немецкий историк Теодор Моммзен. Новая теория получила широкое признание только после выхода в 1971 году статьи Я. Эхсана «Were the Sasanians Heirs to the Achaemenids?». В результате всплеска интереса исследователей к этой теме было выдвинуто значительное количество аргументов как в пользу того, что ахеменидская традиция продолжилась в сасанидский период, так и против этого. В результате большинство учёных приняло компромиссную точку зрения, не отрицающую обе указанные альтернативы, а именно, что Сасаниды под своими предками в данном случае понимали легендарную авестийскую династию Кайанидов, хотя при этом, возможно, и знали через эллинистическую, талмудическую и христианскую традиции о существовании в прошлом Ахеменидов. Существует также точка зрения, согласно которой первые сасанидские цари знали об Ахеменидах, а переориентация на Кайанидов произошла только в V веке.
В этой связи следует также отметить предложенную итальянским историком Г. Ньоли теорию, согласно которой именно в правление Ардашира I была сформулирована концепция «Ирана». До этого термин Ērān-vēž понимался в религиозном смысле как колыбель человечества, тогда как Ардашир придал ему политический смысл, отражающий идею возрождения национального государства. Такая точка зрения вполне может объяснить территориальные претензии государства Сасанидов к Римской империи в силу стоящего за ней специфического зороастрийского взгляда на географию. В «Шахнаме» рассказывается, как герой Фаридун разделил своё царство между тремя сыновьями — Туром, которому достались земли на севере и востоке, Сельмом, получившим запад, и младшим Ираджем, которому отец завещал центральную часть государства. Коварные братья убили Ираджа и завладели его уделом. Таким образом, в данном случае появление «Ирана» могло рассматриваться Сасанидами как восстановление исторической справедливости.

### Месопотамский поход Ардашира I

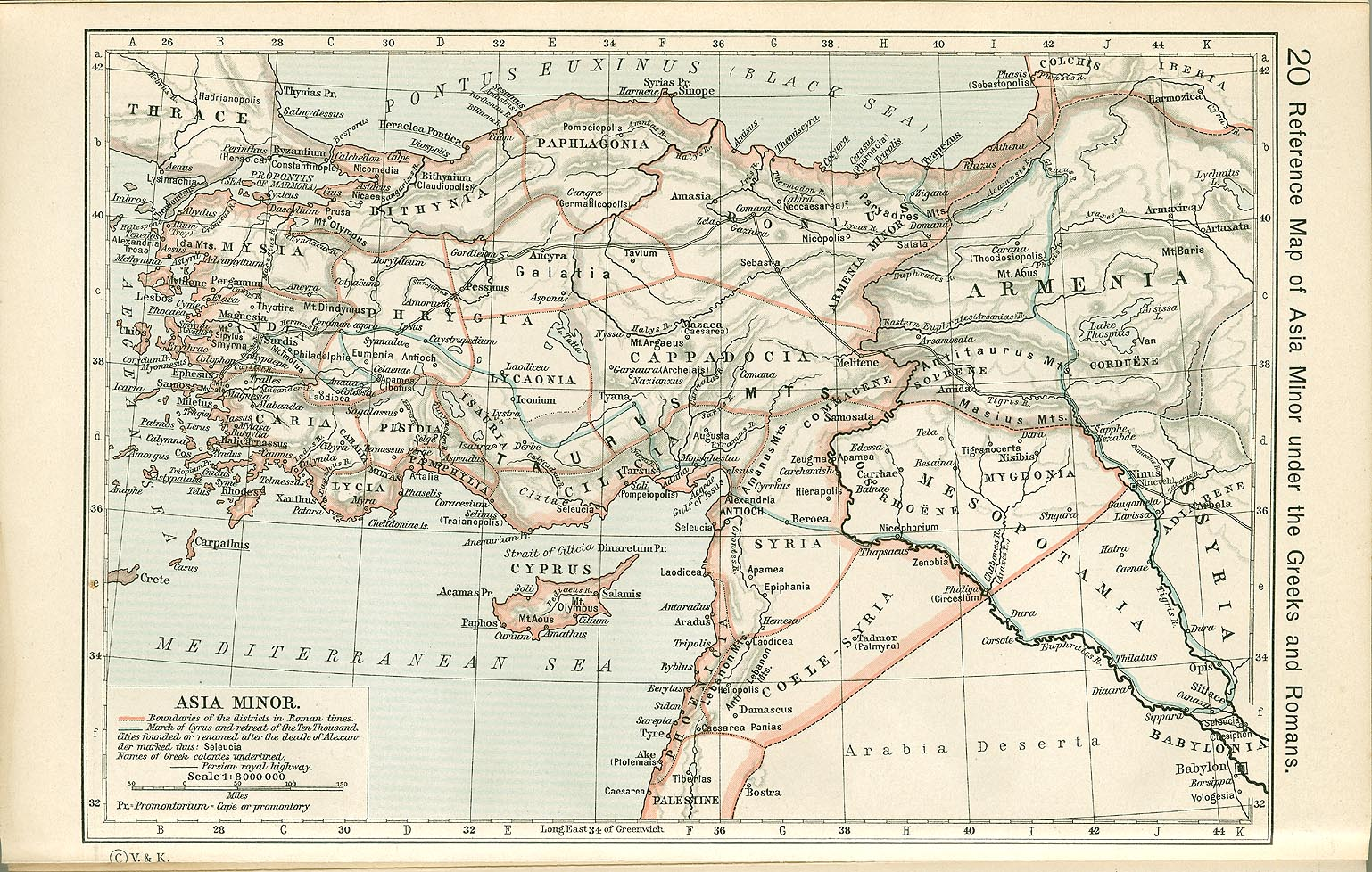
Ближний Восток и Месопотамия

В конце 220-х годов Ардашир I ещё не до конца консолидировал власть на пространстве, ранее контролировавшемся Парфией. Ряд территорий, таких как Харакена на побережье Персидского залива и Адиабена в верхней Месопотамии, оставались непокорёнными как минимум до 260 года, если судить по тому, что они не упоминаются в надписи ŠKZ Шапура I. Приоритетными направлениями экспансии для Ардашира стали государства, которым была оказана явная поддержка Римской империей. Хатра, включённая в империю между 198 и 217 годами, сохраняя относительную независимость под властью своего царя Санатрука II, контролировала арабские племена в регионе. Примерно в 229 году Ардашир попытался захватить город, желая, по мнению Диона Кассия, сделать его базой для своих операций против римлян. Однако оборона города, чьи защитные сооружения, согласно археологическим данным, достигали 30 метров и позволили дважды выдержать осаду армии Септимия Севера, на этот раз оказалась неприступной для армии молодого сасанидского государства.
Главным центром сопротивления Ардаширу в течение длительного времени — одиннадцати лет, согласно Агафангелу, или даже до смерти императора Филиппа Араба (249 год) согласно Мовсесу Хоренаци, — была Армения. Хронологию действий Ардашира против Армении сложно точно определить, но, вероятно, его первые походы против Армении были предприняты в то же время, что и первый поход против Хатры, и были столь же неудачны. Подробный рассказ Агафангела, являющийся компиляцией V века, включающий описание рейдов в Асуристан и захвата Ктесифона, вероятно, преувеличивает масштаб и значения событий в Армении в 220—230-х годах.
В 230 или 231 году Ардашир, сочтя имеющиеся в своём распоряжении ресурсы достаточными, чтобы вступить в столкновение с Римской империей, повёл свои войска в Месопотамию и Сирию, осадил Нисибис и даже достиг Каппадокии. По свидетельству Диона Кассия, император Александр Север не был готов к такому развитию событий, а его армия в той части империи находилась в неудовлетворительном состоянии. Геродиан сообщает, что «царю царей» было направлено посольство с посланием от императора, в котором предлагалось придерживаться существующих границ и напоминалось о великих победах Августа, Траяна и Септимия Севера. Ардашир это предупреждение проигнорировал и продолжил разорять Месопотамию.

## Ход кампании

### Приготовления

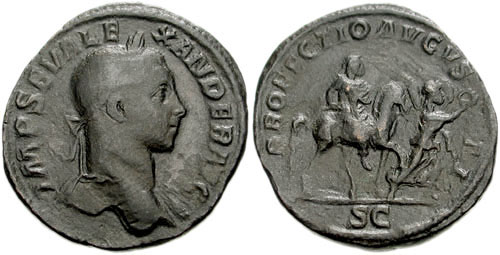
Сестерций Александра Севера, отчеканенный в ознаменование его отбытия на войну с персами

Такой ответ был, по сути, объявлением войны, и без последующих формальностей Александр начал приготовления и отправился из Рима для личного руководства кампанией. Согласно Геродиану, Александр, предыдущие годы царствования которого прошли в мире, не хотел приступать к воинским делам и с удовольствием бы остался в столице, но наглость врага и настоятельные просьбы его полководцев на Востоке заставили его собрать боеспособные легионы из Италии и провинций и заняться подготовкой к походу. Собрав войско на Марсовом поле, он обратился к армии с рассказом о коварстве Ардашира и своих попытках решить проблему миром. Затем он с аналогичной речью выступил перед Сенатом, после чего, надлежащим образом исполнив религиозные обряды, покинул Рим со слезами на глазах.
Быстрым маршем, собрав по дороге в Иллирии дополнительные войска, Александр Север прибыл в Антиохию, откуда стал руководить процессами тренировки войска и ремонта дорог. Одновременно с этим, пытаясь найти пути для мирного урегулирования, он снова отправил послов к шаху, но вновь не достиг цели. Вслед за императорским посольством в Антиохию прибыло посольство в составе 400 роскошно одетых персов. Они передали послание Ардашира, в котором содержалось требование императору оставить «Сирию и всю Азию, лежащую против Европы, и предоставить персам владеть всеми землями вплоть до Ионии и Карии и народами, отделяемыми Эгейским морем и Понтом, ибо это наследственные владения персов». Вместо ответа Александр поселил посланников в Фригии, «предоставив им деревни для жительства и землю для возделывания, наложив на них только то наказание, чтобы они не возвращались в отечество, ибо он почитал бесчестным и неблагородным убивать не сражавшихся против него».
В этот момент Александр столкнулся с мятежом среди своих солдат, прибывших из Египта, но волнения были быстро подавлены, и подготовка кампании продолжалась. Тогда же Александру удалось достигнуть соглашение с Хатрой о вводе в неё римских войск на правах союзника.

### Боевые действия
Когда Александр счёл, что римская армия стала численно равной армии противника, он разделил её на три части. Первый отряд был направлен на север через Армению в «страну мидян». Второй должен был воевать в южной Месопотамии. Третий, в который были включены лучшие войска, под командованием самого императора должен был нанести главный удар в северной Месопотамии.
План операции был, вероятно, хорошо продуман, и нанесение одновременных ударов с севера и юга могло помешать действиям противника и открыть дорогу для Александра. Северный отряд, вторгшись в Армению, успешно занялся разорением Мидии, и персидская конница, не привычная к действиям в условиях каменистой местности, не смогла им помешать. В этот момент Ардашир узнал о появлении на своей территории южного отряда, который продвигался без соблюдения боевого порядка, рассчитывая на то, что Александр со своим самым мощным отрядом в нужный момент придёт на помощь. Оставив незначительные силы на севере, шах с основным войском быстро двинулся на юг.
Однако Александр по необъяснимой причине не смог присоединиться к южной армии. Эту медлительность Геродиан объясняет трусостью и влиянием его матери, Юлии Мамеи, которая «сдерживала его мужественные порывы, убеждая, что другим следует подвергать себя опасностям ради него, а не ему самому вступать в сражение». В результате южная часть римской армии была полностью уничтожена, и это поражение имело большое психологическое значение для обеих сторон. Продвижение отряда под командованием императора можно проследить по археологическим данным, на основании которых можно заключить, что вначале он направился в Пальмиру, где столь важное событие — второй визит римского императора (первым был Адриан около 129 года) — было отмечено надписью. Известно также о пребывании на зимних квартирах зимой 232 года в Катне когорты XII Palaestinorum.
Когда весть о поражении достигла Александра в его лагере, он был тяжело болен «то ли от упадка духа, то ли от непривычного воздуха». Его огорчению не было предела, равно как и недовольству армии, которая увидела неспособность императора придерживаться выработанного ранее плана. Видя, что войско, как и его предводитель, страдает от жары и непривычной пищи, император дал команду отступать в Антиохию. Отступая, северный отряд понёс, помимо боевых, большие потери от болезней и холода. В Антиохии Александр быстро оправился от своего уныния и заглушил ропот в войсках раздачей денежных подарков. Он снова начал собирать войска для похода, однако пришло известие о том, что Ардашир решил прекратить войну и распустил свою армию. Оказалось, что погибшие северный и южные отряды мужественно сражались и нанесли персам потери, сопоставимые с римскими.
Геродиан завершает свой рассказ заключением, что Персия была вынуждена снова остаться в пределах своих границ и отказаться от своих планов завоевания римской территории на 3—4 года.

## Последствия

### Победа или поражение?
Заключительный вывод Геродиана выглядит несколько неожиданно. На протяжении своего рассказа он рассказывает о неумелом руководстве римской армией; о том, что римская стратегия была превзойдена подвижностью персов; что армия предпочитала пребывание в Антиохии боевым действиям. И тем не менее, победоносные персы сами оказались почти что в положении побеждённых, а их потери огромными; они оказались не в состоянии начать следующую кампанию и, наконец, отказались от планов территориальной экспансии на Западе. Такая непоследовательность повествования соотносится с античным мнением о том, что Геродиан предвзято относился к Александру. Возможно, автор подготавливал читателя к совсем другой версии итогов войны, чем та, которая в изложении Лампридия стала официальной.
Лампридий, очевидно, знает о версии Геродиана, но отвергает её, ссылаясь на отчёт императора перед Сенатом. В нём Александр перечисляет характеристики побеждённого им персидского войска:

«Прежде всего семьсот слонов, на них башни со стрелками и грузом стрел. Из них тридцать мы захватили, двести лежат убитые, восемнадцать мы привели сюда. Тысяча восемьсот колесниц, снабженных серпами. Мы могли бы привезти сюда двести колесниц, у которых животные были убиты, но так как это можно было и подстроить, то мы сочли излишним делать это. Мы разбили сто двадцать тысяч их всадников — конников-панцирников, тех, кого они называют клибанариями, — мы убили во время войны десять тысяч; их оружием мы вооружили своих. Много персов мы взяли в плен и продали. Мы вернули себе междуречные земли (то есть земли Месопотамии), о которых не заботилось это грязное чудовище».

В Риме Александр устроил триумф, во время которого, согласно Лампридию, четыре слона везли его колесницу.
Из других историков латинские единодушно согласны с Лампридием, а греческие писатели по большей части следуют Геродиану, хотя Зонара подчеркивает, что тяжёлые потери были с обеих сторон, а Зосима обходит молчанием этот вопрос.
Что касается самого Александра, он официально назвал себя победителем на выпущенных им монетах. Празднование его триумфа отмечено на монете 233 года. Ещё раньше, в 231 году, на монетах появляются легенды VICTORIA AVGVSTI (рус. Победа Августа), хотя нельзя сказать определённо, имеет ли эта легенда какое-либо отношение к войне. Наиболее определённой из всех монет является монета 233 года, на которой император, венчаемый Победой, изображён между двух рек. Эти реки — Тигр и Евфрат, и, хотя фигуры гротескны и вырезаны грубо, смысл их вполне понятен. Маловероятно, чтобы такой простоватый император стал открыто утверждать, что он одержал славную победу, если бы на самом деле всё было наоборот.
Аналогичным образом надписи свидетельствуют об успехе Александра. В декабре 232 или январе 233 года в греческой колонии Антинополе были установлены статуи Александра и Юлии Мамеи «за их победу и вечную безопасность себя и своего дома». В Паннонии Юлий Канин (лат. Julius Caninus) воздвиг алтарь Геркулесу «в честь безопасности и возвращения императора Александра Севера».

### Оценки современников
Как было указано выше, сведения Геродиана и Лампридия о ходе кампании различаются, однако этот конфликт нетрудно объяснить. Геродиан был современником событий и, имея больше возможностей для изучения хода войны, мог подробнейшим образом следить за развитием событий там, где более поздние историки довольствовались обобщениями. Не вызывает сомнений его рассказ о стратегии Александра. Император, очевидно, намеревался разбить силы противника по частям, разделяя свою армию на три подразделения, но его перехитрил более умелый и подвижный противник.
Едва ли Геродиан понимал, что нашествия варваров в III веке являются гораздо более разрушительными, чем раньше. Скорее всего, собственные убеждения историка не совпадали с приписываемой им Макрину риторикой в стиле «империя в опасности» по поводу парфянской угрозы. Геродиан не рассматривал персов как более серьёзных противников, чем были парфяне; даваемые им оценки мотивов их действий, скорее всего, ошибочны; он считал, что только благодаря бежавшим сторонникам Нигера восточные варвары «стали более упорными в рукопашных сражениях с римлянами». Поражение римлян приписывается историком скорее трусости и малодушию Александра Севера, чем неготовности армии — ведь даже победив, Сасаниды понесли такие потери, что в течение нескольких лет они не брались за оружие. Да и само вражеское войско, которое «не является ни упорядоченным, ни постоянным, но представляет собой скорее неорганизованную толпу народа, чем армию», по мнению римского историка, не представляло собой достойного противника. Наибольшую опасность, как считал тогда император, представляли германцы в силу своей близости к Италии. В общем, хотя Геродиан и рассматривал своё время как период значительной нестабильности, вряд ли в его трудах можно найти предчувствие того, что впоследствии было названо «кризисом III века».

### Стратегические последствия

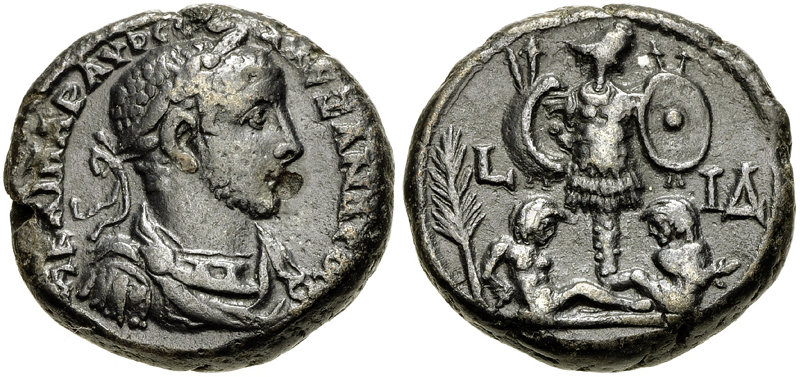
Тетрадрахма Александра Севера с символикой победы

О заключении мирного договора по результатам данного столкновения не известно. Косвенным признаком того, что по крайней мере к 232 году Римская Месопотамия принадлежала римлянам, является, по мнению Ф. Миллара (со ссылкой на «Хронику» Георгия Синкелла), информация о строительстве дороги между Сингарой и Каррами. Далее известно, что в 235 году, в год смерти Александра Севера, римский гарнизон находился в Хатре, вплоть до того, как город в 240 году был захвачен Шапуром I. Синкелл также сообщает, что Нисибис и Карры были взяты персами при Максимине (235—238), хотя более вероятной датой возобновления войны является 239 год. Тем не менее, в этот раз status quo был восстановлен, и, хотя эта первая военная конфронтация не принесла решительной победы одной из сторон, на Западе тот факт, что продвижение персов было остановлено, рассматривался римлянами как важное достижение.
Возможно, отсутствие чётких стратегических результатов кампании было вызвано срочной необходимостью принятия мер против усилившейся активности германцев на Рейнской и Дунайской границах. Узнав об этом в Антиохии, Александр перебросил часть своей месопотамской армии к Могонциаку, который он и его мать избрали своей резиденцией. Однако вместо того, чтобы, как того ожидали войска, вступить в сражение с противником и победить, император предпочёл вступить в варварами в переговоры и добиться мира путём выплаты дани. Недовольство армии привело к тому, что весной 235 года Александр Север и Юлия Мамея были убиты.

## Комментарии
1. ↑  Остальными сословиями были жречество (асраван), писцы (дабиран) и народ, подразделяющийся на крестьянство (вастриошан) и ремесленников (хутухшан).
2. ↑  Соответствует современному Майнцу.

### Исследования
на английском языке
- Birley A. R. Septimius Severus: the African emperor. — London: Routledge, 1999. — 292 p. — ISBN 0-203-02859-7.
- Bivar A. D. H. The political history of Iran under the Arsacids // Cambridge History of Iran. — Cambridge: Cambridge University Press, 1993. — Vol. 3(1). — P. 21—99. — ISBN 0-521-20092-X.
- Bowersock G. W. The Aethiopica of Heliodorus and the Historia Augusta // Historiae Augustae Colloquium Genevense. — Bari: Edipuglia, 1994. — P. 43—52. — ISBN 88-7228-123-7.
- Campbell B. War and diplomacy: Rome and Parthia, 31 BC — AD 235 // Rich, J. W., Shipley G. War and Society in the Roman World. — London: Routledge, 1993. — P. 213–40. — ISBN 0-203-07554-4.
- Campbell B. The Severan dynasty // The Cambridge Ancient History. — Cambridge: Cambridge University Press, 2008. — Vol. XII. — P. 1—27. — ISBN 978-0-521-30199-2.
- Daryaee T. Keyanid History or National History? The Nature of Sāsānian Zoroastrian Historiography (англ.) // The Journal of the Society for Iranian Studies. — New York: Routledge, 1995. — Vol. 28, iss. 3—4. — P. 121—145. — ISSN 0021-0862. — doi:10.1080/00210869508701832. Архивировано 5 февраля 2011 года.
- Daryaee T. Sasanians and their Ancestors // ed. A. Panaino and A. Piras Societas Iranologica Europoea — Proceedings. — Milano, 2005. — Vol. I. — P. 287—293. Архивировано 5 февраля 2011 года.
- Daryaee T. Ardashir and the Sasanian’s Rise to Power // Anabasis: Studia Classica et Orientalia. — 2010. — Vol. I. — P. 237—256. — ISSN 2082-8993. Архивировано 4 марта 2016 года.
- Edwell P., Edwell P. M. Between Rome and Persia: the middle Euphrates, Mesopotamia and Palmyra under Roman control. — Milton Park: Routledge, 2008. — 289 p. — ISBN 0-203-93833-X.
- Fink R. O. The Cohors XX Palmyrenorum, a Cohors Equitata Miliaria // Transactions and Proceedings of the American Philological Association. — 1947. — Vol. 78. — P. 159—170. — JSTOR 283491.
- Frye R. N. The History of Ancient Iran. — München: C.H.Beck, 1984. — ISBN 3 406 09397 3.
- Frye R. N. The political history of Iran under the Sasanians // Cambridge History of Iran. — Cambridge: Cambridge University Press, 1993. — Vol. 3 (1). — P. 116—180. — ISBN 0-521-20092-X.
- Gnoli G. The idea of Iran: an essay on its origin. — Rome: Istituto italiano per il Medio ed Estremo Oriente, 1989. — 216 p.
- Hopkins R. The life of Alexander Severus. — Cambridge: Cambridge University Press, 1907. — 280 p.
- Millar F. The Roman Near East, 31 B.C.-A.D. 337. — Cambridge, MA: Harvard University Press, 1993. — 587 p. — ISBN 0-674-77886-3.
- Nikonorov V. P. Cataphracti, Catafractarii and Clibanarii: Another Look at the old problem of their Identifications // Военная археология. Оружие и военное дело в исторической и социальной перспективе. Материалы международной конференции. — СПб.: Изд-во Государственного Эрмитажа, 1998. — P. 131—138.
- Potter D. S. The Roman Empire at bay, AD 180-395. — London: Routledge, 2004. — 762 p. — ISBN 0-203-40117-4.
- Rankov B. Military Forces (The late Republic and the Principate) // The Cambridge History of Greek and Roman Warfare: Rome from the late Republic to the late Empire. — Cambridge: Cambridge University Press, 2008. — P. 30—75. — ISBN 978-0-521-782746.
- The Roman Imperial Coinage / H. Mattingly. — London: Sink & Son Ltd., 1938. — Vol. IV.II. — 240 p.
- Sartre M. The Arabs and the desert peoples // The Cambridge Ancient History. — Cambridge: Cambridge University Press, 2008. — Vol. XII. — P. 498—520. — ISBN 978-0-521-30199-2.
- Sidebottom H. Herodian's historical methods and understanding of history (англ.) // Aufstieg und Niedergang der römischen Welt. — Berlin: Walter de Gruyter, 1998. — Vol. 34, iss. 2. — P. 2775—2836.
- Shahbazi A. S. Early Sasanians’ Claim to Achaemenid Heritage // Journal of Ancient Persian History. — 2001. — Vol. I. — P. 61—73. Архивировано 27 сентября 2011 года.
- Shayegan M. R. Arsacids and Sasanians: Political Ideology in Post-Hellenistic and Late Antique Persia. — Cambridge: Cambridge University Press, 2011. — 476 p. — ISBN 978-0-521-76641-8.
- Southern P. The Roman Empire from Severus to Constantine. — London • New York: Routledge, 2001. — 416 p. — ISBN 0-203-45159-7.
- Wiesehöfer J. Ancient Persia. — London: I.B. Tauris, 2001. — 332 p. — ISBN 1 86064 675 1.

на немецком языке
- Mosig-Walburg K. Römer und Perser: vom 3. Jahrhundert bis zum Jahr 363 n. Chr. — Gutenberg: Computus Druck Satz Verlag, 2009. — 383 S. — ISBN 978-3-940598-02-8.
- Nöldeke T. Geschichte der Perser und Araber zur Zeit der Sasaniden. Aus der arabischen Chronik des Tabari übersetzt. — Leiden: E.J. Brill, 1879. — 519 S.
- Sommer M. Roms orientalische Steppengrenze. — Stuttgart: Franz Steiner Verlag, 2005. — 454 S. — ISBN 3-515-08724-9.

на русском
- Луконин В. Г. Культура сасанидского Ирана в III—V вв. Очерки по истории культуры. — М.: Наука, 1969. — 242 с.
- Пигулевская Н. В. и др. История Ирана с древнейших времен до конца XVIII века. — Л.: Издательство Ленинградского университета, 1958. — 390 с.